# Aneta Kopacz
Aneta Kopacz (* 1975) ist eine polnische Drehbuchautorin und Filmregisseurin, die bei der Oscarverleihung 2015 mit Joanna für den Oscar für den besten Dokumentar-Kurzfilm nominiert war. Kopacz studierte Psychologie an der Universität Warschau und absolvierte ein Aufbaustudium am Laboratorium Reportażu. Sie studierte ebenfalls an Andrzej Wajdas Meisterschule für Filmregie in Warschau.
Kopacz wurde nach eigenen Angaben über einen Pressebericht auf die krebskranke Joanna aufmerksam, die ihre Geschichte in dem Blog Chustka erzählte. Sie nahm während einer öffentlichen Vorführung einer Reportage Kontakt zu Joanna auf und diese willigte ein, ihre Geschichte von Kopacz verfilmen zu lassen, obwohl sie zuvor Angebote namhafter Filmemacher abgelehnt hatte. Das Projekt wurde durch Crowdfunding finanziert, was durch die Popularität von Joannas Blog in Polen erleichtert wurde. Der Film wurde Anfang 2013 fertiggestellt, Joanna verstarb im Oktober 2012.
Kopacz ist verheiratet und Mutter einer Tochter.